# Prudential Financial
Pour les articles homonymes, voir Prudential.
La Prudential Insurance Company of America (NYSE : PRU) est une entreprise américaine classée au Fortune 500 et Fortune Global 500 offrant des produits et des services financiers – assurances-vie, des fonds mutuel, des fonds de pension, la gestion d'actifs, etc. – aux clients particuliers et institutionnels à travers les États-Unis et dans plus de 30 autres pays.

## Histoire
La société est fondée à Newark (New Jersey) en 1875, sous le nom de The Widows and Orphans Friendly Society (Société amicale des veuves et orphelins). En juillet 2021, Prudential Financial annonce la vente de ses activités liées aux complémentaires retraites à Great-West pour 3,5 milliards de dollars.